# Bernard Joubert (peintre)
Pour les articles homonymes, voir Bernard Joubert (écrivain).
Bernard Joubert est un peintre né en 1946 à Paris. Il vit et travaille à Paris.

## Biographie

### La période des rubans
La période des rubans, minces bandes de tissu peint, délimitant sur les murs ou dans l'espace des figures géométriques, commence en 1973 et se continue jusqu'en 1981.[Interprétation personnelle ?]
La première exposition de Bernard Joubert en 1974 a lieu à la galerie Yvon Lambert, Paris, où il fait quatre expositions personnelles (1974,1976,1978,1981). Ces travaux trouvent aussi un écho en Italie (Galerie Françoise Lambert, Milan, 1974, 1977,1979 ; Galerie Ugo Ferranti, Rome, 1977), en Allemagne (Galerie Rolf Ricke, Cologne, 1977), en Belgique (Galerie Albert Baronian, Bruxelles, 1975, 1977 et 1979), à New-York (Galerie Hal Bromm, 1978).[réf. nécessaire] Les musées de Saint-Étienne (1975) et de Grenoble (1976) lui organisent une exposition. Le Musée d'Art Moderne de Strasbourg en 1974, le MOMA de New-York en 1974, le Musée de Grenoble en 1975, le Musée de Canberra en 1980 font des acquisitions de ses travaux. Il entre aussi en 1974 dans la collection Panza di Biumo.[réf. nécessaire]
Des travaux de cette période, le Carré 200x200 de 1974, une série de photographies de ce Carré prise dans les rues de Strasbourg en 1974 et des collages sur journaux entrent en 2012 dans les collections du Musée d'Art Moderne de la Ville de Paris.[réf. nécessaire]

### À partir de 1981
À partir de 1981, Bernard Joubert poursuit ses premiers travaux en élargissant les surfaces peintes, passant du ruban au tableau. Il arrive ainsi à la série des Simultanés à la fin des années 1980, qui est exposée plus tard à la Galerie Jacques Elbaz à Paris. 
Bernard Joubert inscrit ses touches colorées dans une grille de losanges à partir de 1988. Ces travaux sont montrés à la Galerie Regards à Paris en 1991.

### Peintures de peintures
Tout en utilisant la même trame de losanges, Bernard Joubert réalise de 1994 à 2010 ce qu'il appelle des « peintures de peintures » en partant de peintures romanes, d’œuvres de Philippe de Champaigne, Cézanne, Bonnard...[réf. nécessaire] Certains de ces travaux sont montrés en 1999 au Musée de Morlaix, Brou, Tourcoing, dans une exposition qui réunit Christian Bonnefoi, Monique Frydman, Bernard Joubert, Jean-Pierre Pincemin, François Rouan. En 2012 il réalise une peinture murale à l'Institut Français de Bonn, sur une reproduction d'un dessin de Victor Hugo,.
Parti d'un minimalisme radical[Interprétation personnelle ?], Bernard Joubert aboutit à des œuvres dont Agnès de la Beaumelle, directrice du Cabinet d'art graphique au Centre Georges Pompidou dit, dans un texte pour l'exposition « Bernard Joubert 1990-2010 », à la Galerie Alain Margaron (Paris) : « On est saisi par l'extrême plasticité tactile de sa peinture, par sa nervosité, son énergie ; également par sa chair, sa sensualité, et son allégresse ».
En 2016, la galerie Il Ponte de Florence présente une exposition, La pittura, al limite, rassemblant des travaux des années 1970 et des années 2010. 